# Constituição da Guiné Equatorial
A Constituição da Guiné Equatorial  é a lei máxima da Guiné Equatorial.

## História
A Constituição de Guiné Equatorial como o documento fundamental do país foi  promulgada com a independência da República de Guiné Equatorial em 12 de outubro de 1968 e em 1973 foi aprovada uma nova constituição. A constituição atual foi aprovada em 1982 com alterações em 1991  e em 1995. Em 2011, um referendo foi realizado e oficializou uma série de alterações no texto.
Seu texto tem forte embasamento na Carta Africana dos Direitos Humanos e dos Povos e na Declaração Universal dos Direitos Humanos cuja alusão já é fincada no preâmbulo.

## Idiomas
O texto constitucional é nas três línguas oficias do país:
Espanhol (língua nacional)
 Francês 
Português